# Viktor Tchistov
Pour les articles homonymes, voir Tchistov.
Temple de la renommée russe : 2002
Viktor Valentinovitch Tchistov - en russe : Виктор Валентинович Чистов et en anglais : Viktor Chistov (né le 12 janvier 1972 à Gorki en URSS) est un joueur professionnel russe de hockey sur glace,.

## Carrière de joueur

### Carrière en club
En 1994, il commence sa carrière avec les Krylia Sovetov dans le championnat de Russie. L'équipe joue parallèlement dans la ligue internationale de hockey durant la saison 1994-1995. Il joue ensuite pour le CSK VVS Samara puis le HK Lipetsk. De 1999 à 2005, il a porté les couleurs du Severstal Tcherepovets avec de rejoindre le HK MVD avec qui il remporte la Vyschaïa liga 2005. Il récidive en 2007 avec le Torpedo Nijni Novgorod. Il met un terme à sa carrière de joueur en 2008 après une saison au HK Dmitrov.

### Carrière internationale
Il a représenté la Russie au niveau international. La Russie remporte la médaille d'argent au championnat du monde 2002.

## Trophées et honneurs personnels
- 2004 : participe au Match des étoiles de la Superliga avec l'équipe Ouest.